# داوید برونشتاین
داوید یونویچ برونشتاین (به روسی: Дави́д Ио́нович Бронште́йн) (زاده ۱۹ فوریه ۱۹۲۴ در اوکراین - درگذشته ۵ دسامبر ۲۰۰۶ در مینسک، بلاروس) استاد بزرگ شطرنج اهل اوکراین و سپس شوروی بود.
برونشتاین در سال ۱۹۴۸ به همراه الکساندر کوتوف و در سال ۱۹۴۹ به همراه واسیلی اسمیسلوف به قهرمانی شوروی دست یافت. او در سال ۱۹۵۱ با فتح اولین مسابقه نامزدی قهرمانی شطرنج جهان به دیدار میخائیل بوتوینیک قهرمان جهان رفت و به نتیجه ۵ برد و ۵ شکست و ۱۴ تساوی دست یافت. اما از آن‌جا که طبق قوانین در صورت تساوی قهرمان جهان عنوان خود را حفظ می‌کرد قهرمانی در اختیار بتوینیک باقی ماند.